# James Craggs (1686–1721)
James Craggs Młodszy (ur. 9 kwietnia 1686, zm. 16 lutego 1721) – brytyjski polityk.
Syn Jamesa Craggsa (starszego). Urodził się w Westminsterze. Część młodych lat spędził za granicą, poznając tam m.in. Jerzego Ludwika Elektora Hanowerskiego, późniejszego króla W. Brytanii Jerzego I.
W roku 1713 został członkiem parlamentu z okręgu Tregony. W 1717 sekretarzem wojny (Secretary at War). Od 16 marca 1718 do 16 lutego 1721 był sekretarzem stanu południowego departamentu.
Zamieszany był w aferę z tzw. South Sea Bubble, lecz nie tak głęboko jak jego ojciec. Zmarł przed ojcem w 1721 roku. Przyjaźnił się z literatami; takimi jak; Alexander Pope, który napisał dlań epitafium na nagrobku w opactwie westminsterskim,  Joseph Addison i John Gay.
James Craggs pozostawił nieślubną córkę Harriot Craggs ze związku z tancerką i aktorką Hester Santlow. Harriot w roku 1726 poślubił Richard Eliot i miała z nim dziewięcioro dzieci (m.in. Edward Craggs-Eliot, 1. baron Eliot), potem po raz drugi wyszła (1749) za Johna Hamiltona, któremu urodziła jednego syna.